# Пейна
Пейна (болг. Пейна) — село в Болгарии. Находится в Габровской области, входит в общину Дряново. Население составляет 8 человек.

## Политическая ситуация
Пейна подчиняется непосредственно общине и не имеет своего кмета.
Кмет (мэр) общины Дряново — Иван Илиев Николов (независимый) по результатам выборов в правление общины.